# Wolfgang Strauß (Komponist)
Wolfgang Strauß (* 22. Juli 1927 in Dresden; † 5. April 2018 ebenda) war ein deutscher Komponist und Dirigent.

## Leben
Wolfgang Strauß studierte nach dem Abitur an der Hochschule für Musik Carl Maria von Weber Dresden bei Fidelio F. Finke (Komposition und Kapellmeister), Ernst Hintze (Dirigieren) und Elfriede Clemen (Klavier). Von 1951 bis 1955 war er Solorepetitor und Kapellmeister an der Oper Leipzig und übernahm danach die Stelle eines 1. Kapellmeisters am Theater an der Altmark in Stendal. Ab 1960 arbeitete er beim Rundfunk in Berlin und hatte in den folgenden Jahren als Chefredakteur für Ernste Musik bis 1979 eine verantwortliche Position vor allem für die beiden Rundfunkorchester in Berlin inne. Unter anderem arbeitete er Konzertprogramme aus, verhandelte zu deren Realisierung mit Dirigenten und Solisten und begleitete das RSO bei seinen Gastspielen ins Ausland. Als sich 1979 bei einer Reise nach Westeuropa mehrere Musiker absetzten, fiel er bei seiner Rückkehr einer politischen Intrige zum Opfer und wurde fristlos gekündigt. Daraufhin kehrte er in seine Heimatstadt Dresden zurück, wo er von 1980 an als Dozent an der Musikhochschule Carl Maria von Weber in Dresden eine neue, erfüllende Aufgabe fand. Nach zweimaliger Ablehnung vor der Wende wurde er 1994 dort zum Honorarprofessor ernannt. Mit fast 70 Jahren beendete er schließlich seine Lehrtätigkeit.
Sein musikalischer Nachlass wird in der Sächsischen Landesbibliothek – Staats- und Universitätsbibliothek Dresden aufbewahrt.

## Werke (Auswahl)
Fünf Sinfonien, Kleine Sinfonie in C, "Suite zur Nacht", "Ricercar", "Invitation a six conversations", "Modi für Orchester", Konzertante Variationen, Concertino für Klavier und kleines Orchester, "Hexagramm", 2. Violinkonzert, Konzert für Orchester, Suite für Kammerorchester, Tänzerische Variationen für Solobratsche und Orchester, Serenade für Kammerorchester, 2. und 4. Streichquartett, Klaviertrio, Bläseroktett, Liebesliederzyklus "Fessel und Flügel" nach Texten von Ulrich Grasnick, Klavierquartett, Sonatine für Flöte und Harfe

## Auszeichnungen
- 1969: Hanns-Eisler-Preis
- 1974: Kunstpreis der DDR
- 1988: Martin-Andersen-Nexö-Kunstpreis